# Mezinárodní letiště Taba
Mezinárodní letiště Taba (arabsky: مطار طابا الدولي; IATA: TCP, ICAO: HETB) je mezinárodní letiště poblíž města Taba v Egyptě. V roce 2009 letiště obsloužilo 340 225 pasažérů.
Letiště bylo vybudováno Izraelem po šestidenní válce v roce 1967, na území Sinajské pouště, které během války dobyl. Až do počátku 80. let pak zde existovala izraelská vojenská letecká základna Ecion. V rámci egyptsko-izraelské mírové smlouvy byla Sinaj navrácena Egyptu; kontrolu nad letištěm Izrael předal v roce 1982. Izrael využil toto letiště během operace Opera z roku 1981, kdy z něj startovaly letouny F-15 a F-16 při útoku na irácký jaderný reaktor Osirak.